# Seth Bingham
Seth Daniels Bingham (* 16. April 1882 in Bloomfield/New Jersey; † 21. Juni 1972 in New York City) war ein US-amerikanischer Komponist, Organist und Musikpädagoge. 

## Leben
Bingham studierte in Paris Orgel bei Charles-Marie Widor und Alexandre Guilmant und nahm Kompositionsunterricht bei Vincent d’Indy. An der Yale University war er Schüler von Horatio Parker und setzte den Orgelunterricht bei Harry Benjamin Jepson fort. Ab 1908 unterrichtete er selbst an der Yale University, ab 1919 an der Columbia University und von 1954 bis 1965 am Union Theological Seminary in the City of New York. Daneben war er 35 Jahre lang Musikdirektor der Madison Avenue Persbyterian Church in New York.
Neben Orgelwerken und anderen kirchenmusikalischen Werken komponierte Bingham u. a. eine Oper, Chor- und Orchesterwerke und Kammermusik. Besonders bekannt wurde sein Concerto for Brass, Snare Drum and Organ.

## Werke
- Wall Street Fantasy für Orchester (1912)
- Suite for winds (1915)
- String Quartet (1916)
- La Charelzenn, Oper (1917)
- Tame Animal Tunes für 18 Instrumente (1918)
- Passacaglia für Orchester (1918)
- Pioneer American Suite für Orchester (1919)
- Memories of France, Suite für Orchester (1920)
- Suite für Orgel (1923)
- Pioneer America für Orgel (1926)
- The Breton Cadence für Orchester (1928)
- Harmonies of Florence für Orgel (1929)
- Wilderness Stone für Chor (1933)
- Canticle of the Sun für Chor (1942)
- Baroque Suite für Orgel (1943)
- Variations Studies für Orgel (1950)
- 36 Hymn an Carol Canons in Free Style für Orgel (1952)
- Connecticut Suite für Orgel und Streicher (1954)
- Concerto for Brass, Snare Drum and Organ (1954)